# Pandesma
Pandesma é um gênero de traça pertencente à família Noctuidae.